# Керава
Керава (на фински: Kerava; на шведски: Kervo, Керво) е град в Южна Финландия, област Уусимаа. Градът е образуван през 1924 г. Град получава права през 1970 г. Населението му е 35 554 жители (по приблизителна оценка за декември 2017 г.).